# 宇田川榕菴

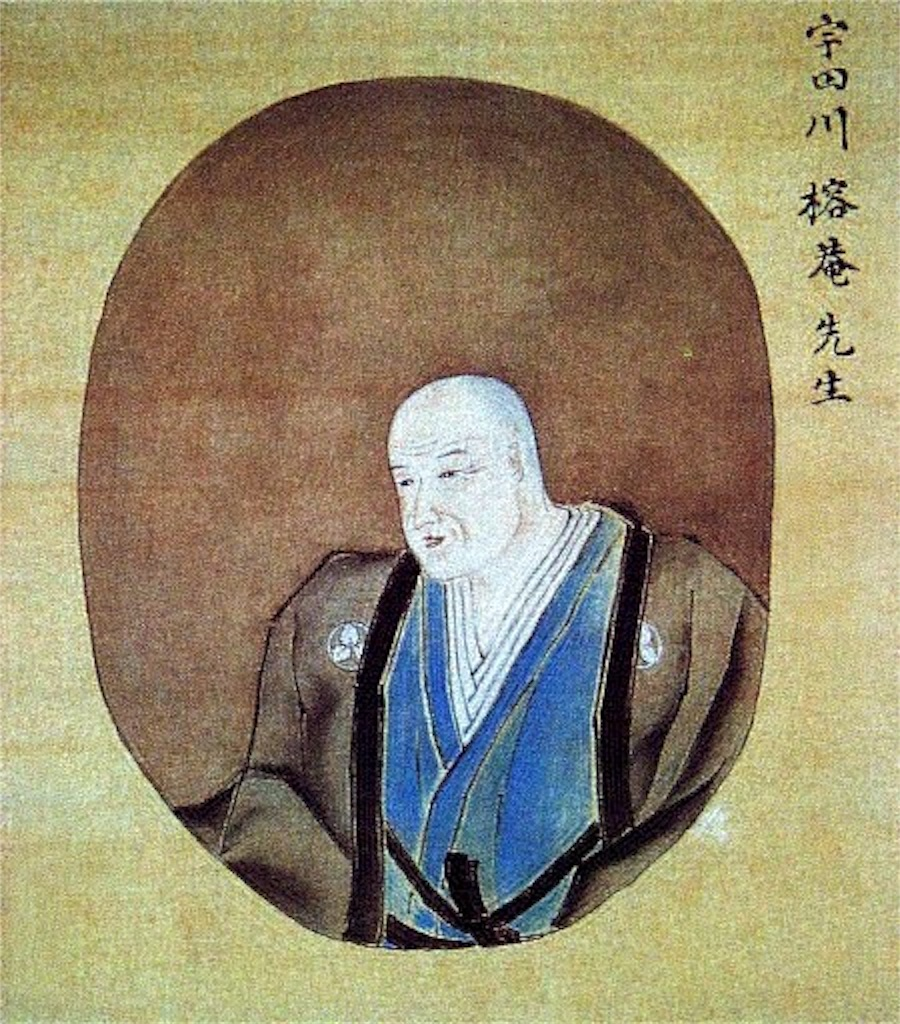
宇田川榕菴

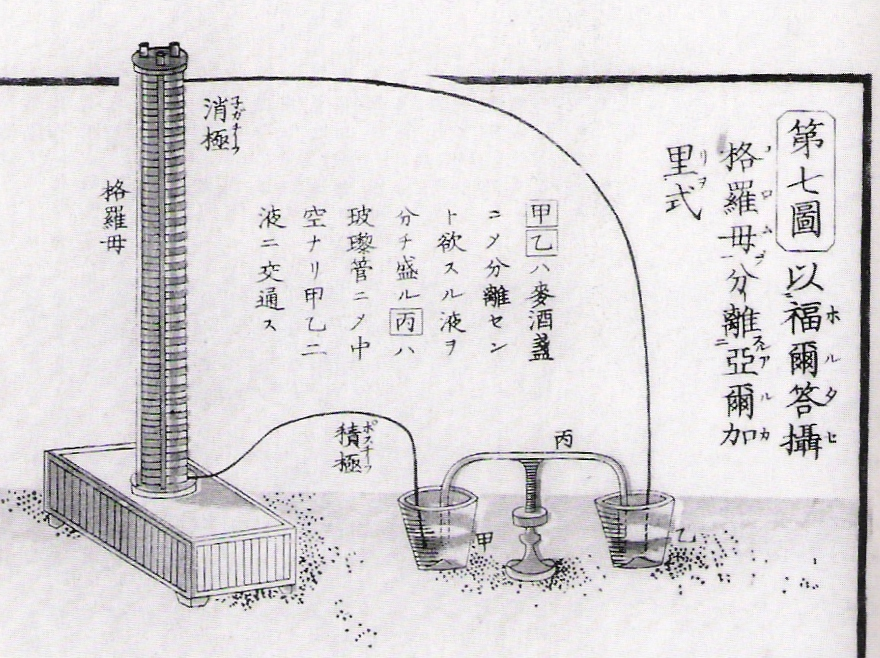
ボルタ電池の解説（舎密開宗より）

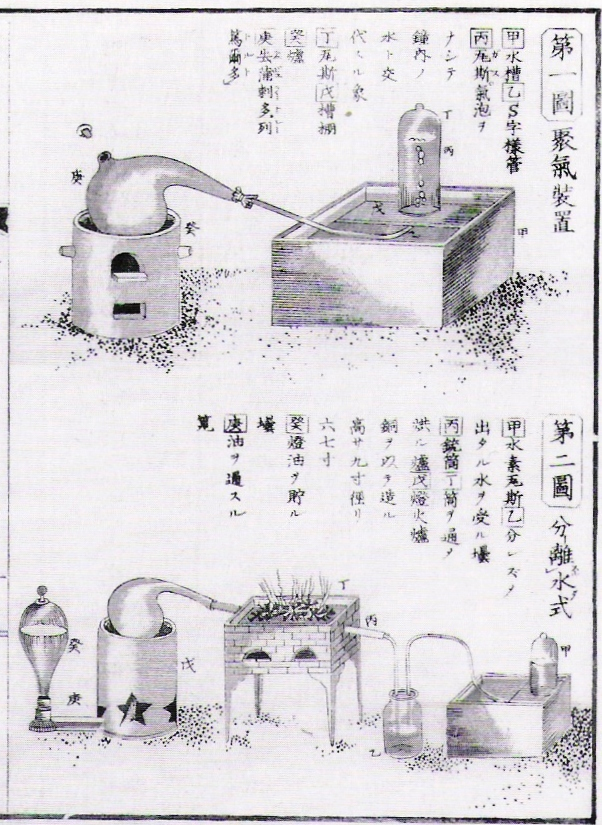
化学実験図（舎密開宗より）

宇田川 榕菴（うだがわ ようあん、1798年4月24日（寛政10年3月9日） - 1846年8月13日（弘化3年6月22日））は、津山藩（岡山県津山市）の藩医で蘭学者。名は榕、緑舫とも号した。宇田川榕庵とも表記される。それまで日本になかった植物学、化学等を初めて書物にして紹介した人物である。元服前の14歳の時、江戸詰めの大垣藩医の家から養子に出され藩医となる。
宇田川家は蘭学の名門として知られ、養父である宇田川玄真、また玄真の養父である宇田川玄随、榕菴の養子である宇田川興斎も蘭学者、洋学者として知られる。

## 生涯
大垣藩（現在の岐阜県大垣市）の江戸詰め医、江沢養樹の長男。父の師匠である藩医宇田川玄真に才を見出され玄真の養子となり、養父・玄真に学び玄真とともに幕府に重用された。
1811年（文化8年）に津山藩医で蘭学者の宇田川玄真の養子となり、養父・玄真に学んだ。1822年（文政5年）に薩摩藩医足立長雋の娘・世璵を妻に迎え、実子はなく、養子に飯沼慾斎の三男興斎を迎えた。
1826年、天文方蕃書和解御用の翻訳員となり、ショメール百科事典の翻訳書『厚生新編』（こうせいしんぺん）の作成に従事したとされる。
父子の逸話として、慕っていた養父・玄真の養生のために、榕菴は温泉の効能（泉質）を調べており、これが日本で初めて行われた温泉の泉質調査であったといわれている。
シーボルトとも親交があったことでも知られる。
『舎密開宗』や『植学啓原』などの執筆を通じて後述の酸素、水素、細胞、分析、還元といった科学用語を翻訳・造語し、日本の近代科学の基礎を築いた。また、『哥非乙説』でコーヒーの効用を論じ、その蘭和対訳辞書で「珈琲」の字訳を用いたことが、日本語表記「珈琲」の初出とされる。
墓所は泰安寺。歴代の宇田川家の人々とともに眠る。。
大正4年（1915年）、正五位を追贈された。

## 著作
- ショメール百科事典の翻訳書『厚生新編』（共著）

医学書
玄真との共著で1822年から1825年にかけて『遠西医方名物考』（えんせいいほうめいぶつこう）、1828年から1830年にかけて『新訂増補和蘭薬鏡』（しんていぞうほおらんだやくきょう）、1834年ごろに『遠西医方名物考補遺』といった薬学書を出版している。
植物学書
1822年（文政5年）『菩多尼訶経』（ぼたにかきょう）、1835年（天保6年）に『理学入門 植学啓原』（りがくにゅうもん そくがくけいげん）を出版して西洋の植物学を日本にはじめて紹介した。「菩多尼訶」は植物学を意味するラテン語「Botanica」の字訳であり、「経」はその本文を経文になぞらえて執筆したことによる。
1818年頃に植物図鑑『彩色ジャワ植物図譜』を辻蘭室とともに作成。フランシスコ・ノローニャ (en:Francisco Noronha)による原本かその写本を小野蘭山が模写した写本をさらに模写・翻訳したものと推定され、現存する日本最古の近代的植物図譜の可能性がある。
化学書
1837年（天保8年）から死後の1847年（弘化4年）にかけて出版された、日本ではじめての近代化学を紹介する書となる『舎密開宗』(せいみかいそう）を著した。
舎密開宗の原著はイギリスの化学者ウィリアム・ヘンリーが1799年に出版した Elements of Experimental Chemistry をJ・B・トロムスドルフ（de:Johann Bartholomäus Trommsdorff）がドイツ語に翻訳、増補した Chemie für Dilettanten を、さらにオランダの Adolf IJpeij がオランダ語に翻訳、増補した Leidraad der Chemie voor Beginnennde Liefhebbers, 1803（『依氏舎密』）である。
しかし、単なる翻訳ではなく Adolf Ijpeij による Sijstematisch handboek der beschouwende en werkdaadig Scheikunde（『依氏広義』）、スモーレンブルグ（F. van Catz. Smallenburg）のLeerboek der Scheikunde（『蘇氏舎密』）などの他の多くのオランダ語の化学書から新しい知見の増補や、宇田川榕菴自身が実際に実験した結果からの考察などが追記されている。
その他
自然科学分野に留まらず、オランダ語の度量衡に使用する単位についての解説『西洋度量考』（写本のみ。後の1855年に出版された同名の『西洋度量考』（青山幸哉著）とは別物。ただし内容は似ている）、オランダの歴史・地理を解説した『和蘭志略稿』、コーヒーについての紹介『哥非乙説』（こひいせつ）なども記している。

## 造語
日本に概念が無かった植物学や化学の書物を翻訳し、日本に存在しなかった学術用語を新しく造語し生み出している。
以下の用語は宇田川榕菴による造語の例である。
- 酸素、水素、窒素、炭素、白金といった元素名[13]
- 元素、金属、酸化、還元、溶解、試薬といった化学用語[13]
- 細胞、属といった生物学用語[13]
- 圧力、温度、結晶、沸騰、蒸気、分析、成分、物質、法則といった現在でも日常的に使われている用語[13]
- コーヒー（蘭：koffie、英：coffee）の日本語表記である「珈琲」は、榕菴が自筆の蘭和対訳辞典で使用したのが最初ではないかと言われている[14]。これに対し大阪大学の教授（執筆当時）田野村忠温は、「正当な根拠を欠く想像に過ぎない」と否定している[15]。